# Mohammed bin Naif

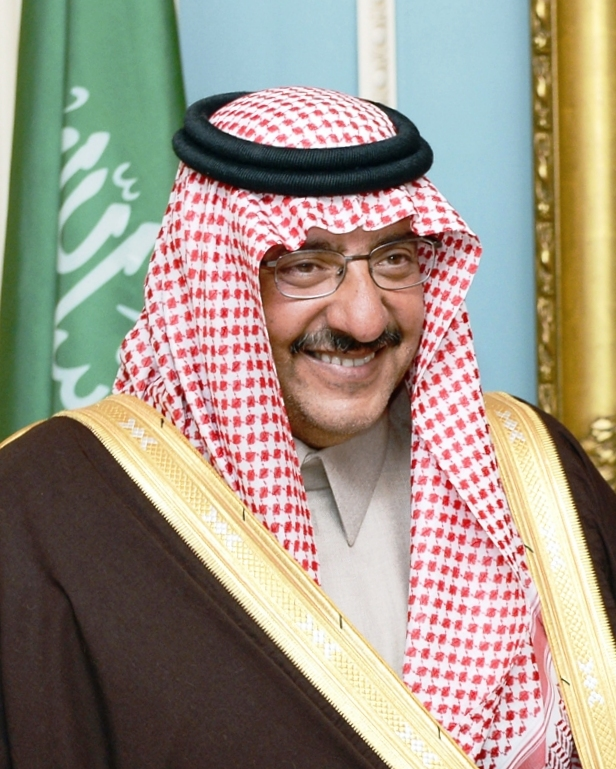
Mohammed ibn Naif, 2013

Prinz Mohammed bin Naif bin Abdulaziz Al Saud (arabisch محمد بن نايف بن عبد العزيز آل سعود, DMG Muḥammad bin Nāyif bin ʿAbd al-ʿAzīz Āl Saʿūd, kurz auch Mohammed bin Naif, tituliert Prinz Mohammed; * 30. August 1959 in Dschidda) war Innenminister von Saudi-Arabien. Er ist ein Sohn des früheren saudischen Innenministers Naif ibn Abd al-Aziz und ein Enkel des Staatsgründers Abd al-Aziz ibn Saud. Nach dem Tod von König Abdullah ibn Abd al-Aziz im Januar 2015 ernannte ihn der neue König Salman ibn Abd al-Aziz zum stellvertretenden Kronprinzen, am 29. April 2015 zum neuen Kronprinzen. Bis Juni 2017 stand er dadurch in der Thronfolge von Saudi-Arabien an erster Stelle, verlor dann jedoch diesen Status.
Im März 2020 wurde Mohammed ibn Naif sowie des Königs Bruder Ahmed ibn Abd al-Aziz unter dem Vorwurf des Verrats (der angeblichen Vorbereitung eines Putsches zur Entmachtung des Königs und dessen neuen Kronprinzen Mohammed bin Salman) auf Befehl eben dieses Prinzen festgenommen.

## Leben
Mohammed studierte in Riad und den Vereinigten Staaten, wo er 1981 den Bachelor of Arts in Politikwissenschaften erhielt. Nachdem er in der Privatwirtschaft gearbeitet hatte, wurde er am 13. Mai 1999 zum Staatssekretär im Innenministerium ernannt, sechs Jahre später wurde er in den Rang eines stellvertretenden Innenministers befördert, den er bis zum 20. Juni 2017 innehatte.
In beiden Funktionen war Mohammed für Fragen der Inneren Sicherheit und der Terrorismusbekämpfung verantwortlich. Dabei erwarb er sich internationales Ansehen für seine Anti-Terrorprogramme.
Am 27. August 2009 überlebte er ein Attentat der AQAP. Ein Selbstmordattentäter, der in Saudi-Arabien wegen Terrorismus gesuchte Abdullah al-Asiri, hatte zuvor telefonisch angekündigt, sich stellen zu wollen. Prinz Mohammed stimmte einem Treffen zu. Bei einem Empfang im Büro von Prinz Mohammed zündete der Attentäter eine in seinem Körper versteckte Sprengladung.
Am 5. November 2012 wurde Mohammed als Nachfolger von Ahmed ibn Abd al-Aziz zum Innenminister ernannt. Nach dem Tod von König Abdullah wurde Mohammed ibn Naif am 23. Januar 2015 vom neuen König Salman zum stellvertretenden Kronprinzen und zweiten stellvertretenden Premierminister ernannt. Er stand damit hinter Salman und Kronprinz Muqrin an dritter Stelle im Staat. Im April 2015 setzte ihn der König als neuen Kronprinzen ein. Seine Aufgaben als Innenminister nahm er weiterhin wahr. Er gilt als der Antiterrorismusexperte seines Landes und Freund der USA.
Am 4. März 2016 verlieh der französische Staatspräsident François Hollande ihm den Orden der Ehrenlegion.
Laut den Panama Papers hatte er zwei Firmen in Panama und auf den Britischen Jungferninseln.
Am 20. Juni 2017 änderte der König Salman die Thronfolge erneut. Prinz Mohammed ibn Naif verlor dadurch seinen Status als Kronprinz an Prinz Mohammed bin Salman, einen Sohn von Salman, und musste außerdem von seinem Amt als Innenminister zurücktreten.
Seine Mutter, al-Jawhara, stammt aus dem Jiluwi-Zweig der saudischen Herrscherfamilie.
Mohammed ist verheiratet und hat zwei Töchter.